# Salfit (muhafaza)
Salfit (arab. ‏سلفيت‎, Salfīt) – muhafaza Palestyny. Leży w północno-zachodniej części Zachodniego Brzegu. Od północy sąsiaduje Kalkilją, od wschodu z Nablusem, a do południa z Ramallah i Al-Bira. Od zachodu graniczy z izraelskim dystryktem Centralnym. Ma powierzchnię 204 km². Według danych Palestyńskiego Centralnego Biura Statystycznego na rok 2007 zamieszkało ją 59 464 osób, co stanowiło 1,6% ludności Palestyny. Znajdowało się tu wtedy 11 102 gospodarstw domowych. Do 2015 roku liczba ludności wzrosła do 70 727, a gęstość zaludnienia wynosiła 347 os./km². Jest to czwarta od końca pod względem gęstości zaludnienia oraz trzecia od końca pod względem liczby ludności muhafaza Palestyny. 

## Miejscowości
Miasta
- Bidja
- Kafr ad-Dik
- Salfit
- Az-Zawija

Wioski
- Brukin
- Dajr Ballut
- Dajr Istija
- Farcha
- Haris
- Iskaka
- Jasuf
- Karawat Bani Hassan
- Kifl Haris
- Kira
- Marda
- Masha
- Rafat
- Sarta